# 토마스 파노니
토마스 에드워드 파노니(Thomas Edward Pannone, 1994년 4월 28일 ~ )는 미국의 야구 선수이자, 현 메이저 리그 밀워키 브루어스의 투수이다.

## 미국 프로야구 시절
2018년에 토론토 블루제이스에 입단하였다.

## 한국 프로야구 시절

### KIA 타이거즈시절
2022년 6월에 로니 윌리엄스를 대체할 외국인 투수로 영입되었다. 2022년 7월 7일 kt 위즈와의 경기에 선발 등판했으나 경기 중 우천 취소됐다. 2022년 시즌 후 재계약에 실패했다.

## 미국 프로야구 복귀
2023년에 밀워키 브루어스와 마이너 계약을 했다.

## 한국 프로야구 복귀

### KIA 타이거즈복귀
2023년 7월에 숀 앤더슨을 대체할 외국인 투수로 영입되며 복귀하였다. 2023년 시즌 후 재계약에 실패했고, 그의 차기 대체 용병으로는 윌 크로우와 제임스 네일이 영입된다.

## 미국 프로야구 재복귀
2024년에 시카고 컵스와 마이너 계약을 했다.